# 양상국 (바둑 기사)
양상국(梁相國, 1949년 2월 10일 ~ )은 대한민국의 바둑 기사이다.

## 약력
1970년에 서봉수(현 프로 9단)과 함께 동기로 입단하였고, 1981년 6단 승단 1990년 7단 승단 과 왕위전 본선(7전 전패), 1994년 제자 김태향의 여류 후진양성을 길러내, 1997년 8단을 거쳐 2006년 8월에 9단으로 승단하였다. 그후 9회 맥심커피배 입신최강전에서 입단 동기 서봉수 九단과의 대결에서 패했다. 1989년 이후, 한겨레신문에 바둑 관전기를 연재했으며, 1990년 ~ 2016년까지 EBS 1TV 바둑 해설을 담당했다. EBS 바둑교실 해설자로 활약했으며 성균관대학교 사회교육원 바둑과 주임 교수를 지냈다. 한국기원 강동지원 지도사범과 <양상국 바둑특강>의 강연자로 활동하면서 특히 TV바둑 명강의와 바둑 교육의 권위자로 알려져 있다.

## 저서
- 《절묘한 맥 1~5》, 나남출판, 2000
- 《바둑의 길 삶의 길》, 나남출판, 2011

## 가족 관계
- 배우자: 박성애( ~ 2021년 8월 24일)
  - 딸: 양수남, 양경남